# تلمبه جهاد سه
تلمبه جهاد سه یک منطقهٔ مسکونی در ایران است که در دهستان دشتاب واقع شده‌است. تلمبه جهاد سه ۲۵ نفر جمعیت دارد.